# 濱田邦夫
濱田 邦夫（はまだ くにお、1936年5月24日 - ）は、日本の弁護士。元最高裁判所判事。学位はLL.M.（ハーバード大学・1966年）。勲等は旭日大綬章。日比谷パーク法律事務所客員弁護士。「濱」が旧字体のため、新字体で浜田 邦夫（はまだ くにお）と表記されることもある。
アンダーソン・毛利・ラビノウィッツ法律事務所パートナー、柳田濱田法律事務所パートナー、濱田松本法律事務所パートナー、第二東京弁護士会副会長、日本弁護士連合会常務理事、環太平洋法曹協会（IPBA）初代会長、最高裁判事などを歴任した。

## 概要
渉外金融法務、特にキャピタル・マーケット分野において高名。濱田松本法律事務所の創立者の一人。2001年5月1日に最高裁判所判事に就任し、2006年5月23日まで務めた。

## 来歴

### 生い立ち
東京大学に進学し、法学部にて学ぶ。在学中に司法試験に合格。1960年3月、東京大学を卒業し、1962年4月に第14期として司法研修所を修了した。同年、弁護士登録、第二東京弁護士会に所属する。1966年6月、ハーバード大学の法科大学院を修了し、LL.M.の学位を取得した。

### 法曹界にて
企業法務、外国投資、国際取引、国際金融・証券、国際倒産といった分野を専門とする。具体的には、サムライ債の発行、国外投資信託の発売、国外企業の株式や債券の発行をはじめとする案件に携わった。また、国外市場における日本の証券会社の引受主幹事業務や、日本企業のユーロドル建転換社債の発行などといった案件も手掛けてきた。1975年、濱田松本法律事務所を設立した。1981年4月、第二東京弁護士会の副会長に就任した。また、1991年4月には、環太平洋法曹協会の会長に就任した。2001年5月、最高裁判所判事に任官。2006年5月に最高裁判所判事を退官し、弁護士再登録。なお、自身が設立した濱田松本法律事務所は、2002年に森総合法律事務所と合併し森・濱田松本法律事務所となっていたことから、最高裁判所判事退官後は同事務所の客員弁護士となる。2007年には旭日大綬章を受章している。2011年、日比谷パーク法律事務所に転じ、客員弁護士となった。
また、京浜急行電鉄、エスアイピー・フィナンシャル・グループ、ストラテジック・アイアール・インサイトにて、それぞれ社外監査役を務め、日本コアパートナー、くにうみアセットマネジメント、くにうみ森林発電にて社外取締役を務めた。

### 政治運動
日本共産党の機関誌「しんぶん赤旗」上で、「言論の自由、学問の自由そして憲法と法の支配をあくまでも守るために、皆で立ち上がろう!」などとする「闘争宣言」を発表し、安倍政権下では「大学の人文系を減らして武器生産につながる軍事研究をやれというあからさまな圧力」があるなどと批判。国会前の行動デモに何度も参加している。
安保法制に関する参議院特別委員会の中央公聴会の公述人に応募し（応募者は95人）、野党推薦枠4人の中の1人として意見を陳述した。濱田は陳述の中で「政治家の皆様には、知性と品性と、そして理性を尊重していただきたい」と熱弁し、「今は亡き内閣法制局」という文言で安倍政権を批判した。2018年9月10日には、前川喜平、寺脇研らと「いまこそウソとごまかしの『安倍政治』に終止符を！」アピール署名運動を呼びかける記者会見を開いた。

## 略歴
- 1955年3月　東京都立日比谷高等学校卒業[要出典]
- 1960年3月　東京大学法学部卒業
- 1962年3月　司法修習（14期）修了。
- 1962年4月　弁護士登録（第二東京弁護士会）、妹尾晃法律事務所に入所し、妹尾晃法律事務所及びアンダーソン・毛利・ラビノウィッツ法律事務所の双方で勤務。
- 1964年4月　アンダーソン・毛利・ラビノウィッツ法律事務所に移籍。
- 1966年6月　米国ハーヴァード・ロー・スクール修了（LL.M.）
- 1966年7月　Pilsbury, Madison & Sutro（サンフランシスコ）勤務
- 1966年9月　Law Offices of James B. Anderson（ニューヨーク。アンダーソン・毛利・ラビノウィッツ法律事務所の創立者ジェームス・B・アンダーソンの事務所）勤務
- 1970年4月　アンダーソン・毛利・ラビノウィッツ法律事務所パートナー
- 1972年4月　同事務所から独立し、柳田幸男とともに柳田濱田法律事務所を設立、同事務所パートナー
- 1975年4月　同事務所の柳田法律事務所と濱田松本法律事務所への分裂により、濱田松本法律事務所パートナー
- 1981年4月　第二東京弁護士会副会長
- 1982年4月　日弁連常務理事
- 1985年　日弁連外国弁護士対策委員会委員長
- 1990年　法制審議会国際私法部会委員、国際法曹協会（IBA）ビジネス法部会（SBL）理事
- 1991年4月　IPBA（Inter-Pacific Bar Association）初代会長
- 2001年4月　弁護士登録抹消
- 2001年5月1日　最高裁判所判事任官（ - 2006年5月23日）
- 2006年6月1日　弁護士登録（第二東京弁護士会）、森・濱田松本法律事務所客員弁護士
- 2007年11月　旭日大綬章受章
- 2011年6月　移籍により、日比谷パーク法律事務所客員弁護士